# Prometheus (dikt)

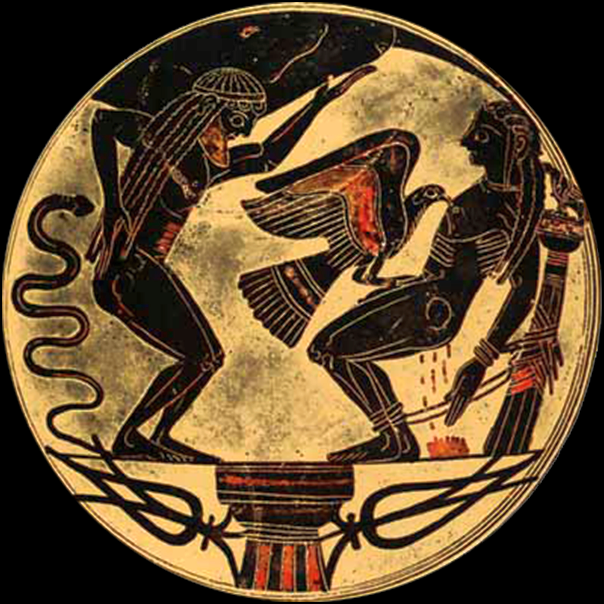
Den fängslade Prometheus med örnen; till vänster hans bror Atlas.

Prometheus är en dikt av Johann Wolfgang von Goethe, i form av en hymn. Dikten hör till Goethes mest kända verk.

## Tillkomst
Prometheus skrevs mellan 1772 och 1774. I likhet med hymnerna Mahomets Gesang, Ganymed och An Schwager Kronos tillkom detta verk under Goethes Sturm und Drang-period. Friedrich Heinrich Jacobi tryckte dikten anonymt och utan tillåtelse i sin skrift Über die Lehre des Spinoza in Briefen an den Herrn Moses Mendelssohn. Först 1789 tog Goethe upp den i sina bearbetade skrifter och lät publicera den tillsammans med sitt Ganymedes-ode. Hymnformen är den lyriska uttrycksform som bäst motsvarar Sturm und Drang-periodens ideal. I den uppträder mytiska figurer vilka kan betraktas som representanter för Sturm und Drang-konstnärerna och som kan sägas förkroppsliga dilemmat mellan konst och liv. Ett huvudtema i Sturm und Drang är övervinnandet av traditionella auktoriteter, och i det avseendet kan Prometheus ses som karakteristisk för denna epok.

## Innehåll

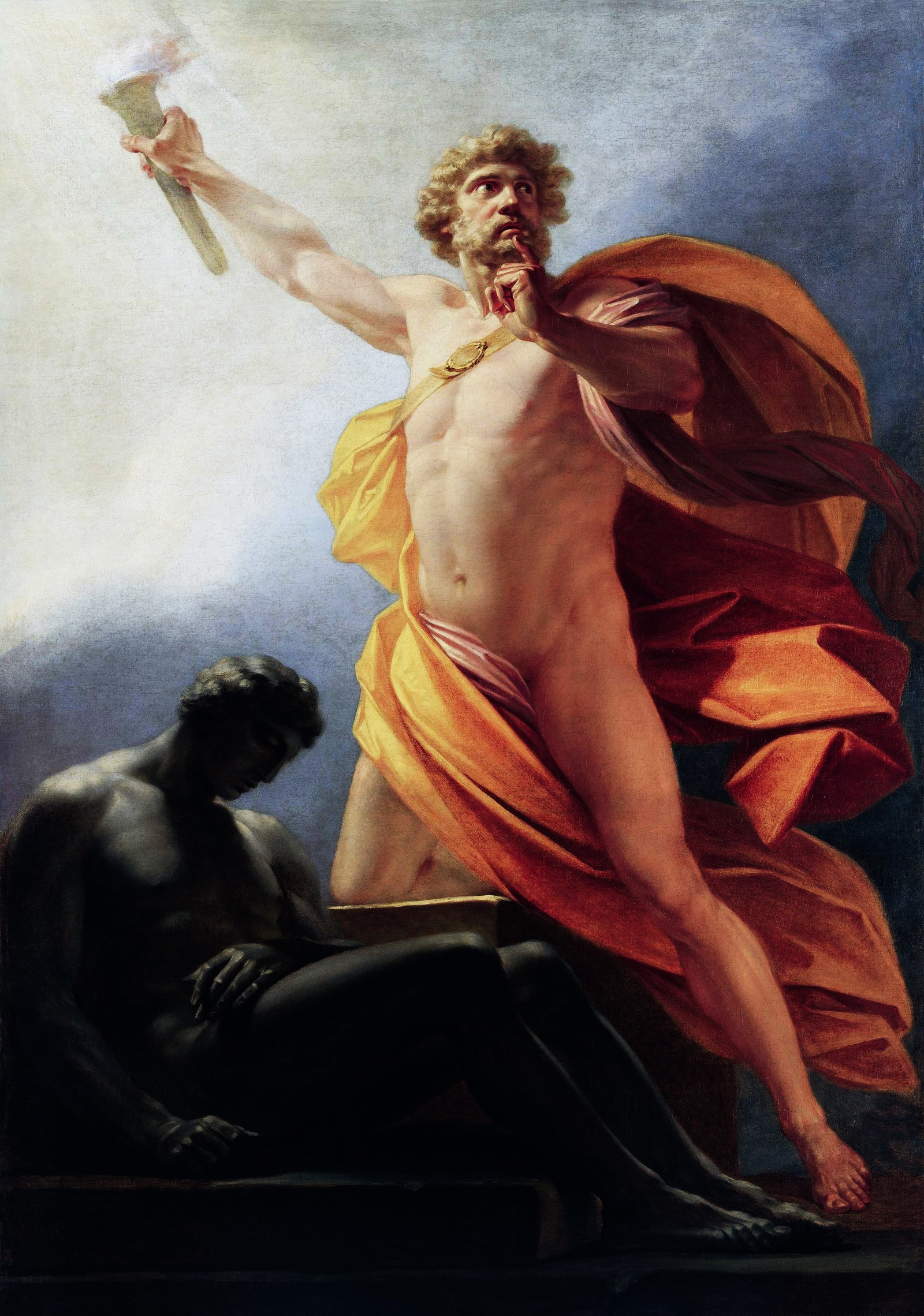
Prometheus ger elden till människan av Heinrich Füger.

I en hymn rör det sig normalt om en lovsång. I Prometheus omsätts dock denna princip i sin motsats, då Prometheus inte prisar gudarna, utan riktar en anklagelse mot dem, fylld av förebråelser men också hån. Prometheus talar föraktfullt och rebelliskt till Zeus, samtidigt som han jämför Zeus med ett barn som låter sin ilska gå ut över världen, likt en pojke som ”bryter huvudet av tistlar”.
Prometheus avsätter gudarna, då han i dem ser empatilösa, parasiterande och avundsjuka gestalter som är beroende av människors rökoffer. Detta innehåll kan sägas vara typiskt för Sturm und Drang-epoken, under vilken genibegreppet hade en delvis annorlunda betydelse än idag. Den geniala, skapande människan spränger – i enlighet med den dåtida uppfattningen – alla bojor och begränsningar. Titanen Prometheus står därmed som representant för den ensamme skaparen, vars uppror mot den "gudomliga ordningen” möjliggör det egna skapandet. På så sätt blir dikten också självrefererande i relation till sin egen tillkomst.
Dikten säger dock också något om Sturm und Drang-tidens nya poetik: Genom att göra sig fri från traditionella religiösa föreställningar och från den vid tiden ritualiserade känsligheten (vars betoning vid känslan dock övertas av Goethe i dikten) kan det ”prometheiska” skapandet erbjuda den geniala människan något att ersätta religionen med.

## Form
Dikten är skriven med fria rytmer (tyska Freie Rhythmen) och saknar rim (med undantag för den tredje sista och sista versen, som därigenom framhävs). Formen understryker diktens budskap, då de många oregelbundenheterna i formen återspeglar Sturm und Drang-tidens typiska betonande av känslorna och hjältens mod.